# Gare d'Ax-les-Thermes
La gare d'Ax-les-Thermes est une gare ferroviaire française de la ligne de Portet-Saint-Simon à Puigcerda (frontière), située sur le territoire de la commune d'Ax-les-Thermes  dans le département de l'Ariège en région Occitanie. 
Elle est mise en service en 1888 par la Compagnie des chemins de fer du Midi et du Canal latéral à la Garonne. C'est une gare de la Société nationale des chemins de fer français (SNCF) desservie, par des trains grandes lignes qui circulent sur l'axe transpyrénéen oriental qui permet une relation de Paris à Barcelone (avec un changement de train à la frontière) en traversant la chaîne des Pyrénées et par des trains régionaux TER Occitanie.

## Situation ferroviaire
Établie à 702 mètres d'altitude, la gare d'Ax-les-Thermes, qui dépend de la région ferroviaire de Toulouse, est située au point kilométrique (PK) 123,329 de la ligne de Portet-Saint-Simon à Puigcerda (frontière), entre les gares de Luzenac - Garanou et de Mérens-les-Vals.
Elle dispose de deux quais : le quai 1 dispose d'une longueur utile de 290 m pour la voie 1 et le quai 2 d'une longueur utile de 219 m pour la voie 2.

## Histoire
Si la ligne initialement prévue atteint son terminus de Tarascon-sur-Ariège en août 1877, elle sera prolongée dans l'intérêt du thermalisme jusqu'à Ax-les-Thermes. La gare d'Ax-les-Thermes est mise en service le 22 avril 1888 par la Compagnie des chemins de fer du Midi et du Canal latéral à la Garonne lorsqu'elle ouvre la section de Tarascon-sur-Ariège à Ax-les-Thermes.
Faisant fi des considérables difficultés du relief pyrénéen, un protocole est signé le 8 mars 1905 pour la prolonger jusqu'à la frontière espagnole avec l'appui de l'influent ministre des affaires étrangères de la IIIe République, l'ariégeois Théophile Delcassé (1852-1923). C'est le 22 juillet 1929 qu'est mis en service la section suivante d'Ax à Latour-de-Carol.

## Fréquentation
De 2015 à 2023, selon les estimations de la SNCF., la fréquentation annuelle de la gare s'élève aux nombres indiqués dans le tableau ci-dessous :
| Année           | 2015   | 2016   | 2017   | 2018   | 2019   | 2020   | 2021   | 2022   | 2023   |
| --------------- | ------ | ------ | ------ | ------ | ------ | ------ | ------ | ------ | ------ |
| Voyageurs seuls | 76 609 | 84 104 | 52 028 | 68 712 | 66 861 | 35 495 | 48 402 | 87 663 | 93 053 |

## Service des voyageurs

### Accueil
Gare SNCF, dispose d'un bâtiment voyageurs, avec guichet, ouvert tous les jours.

### Desserte

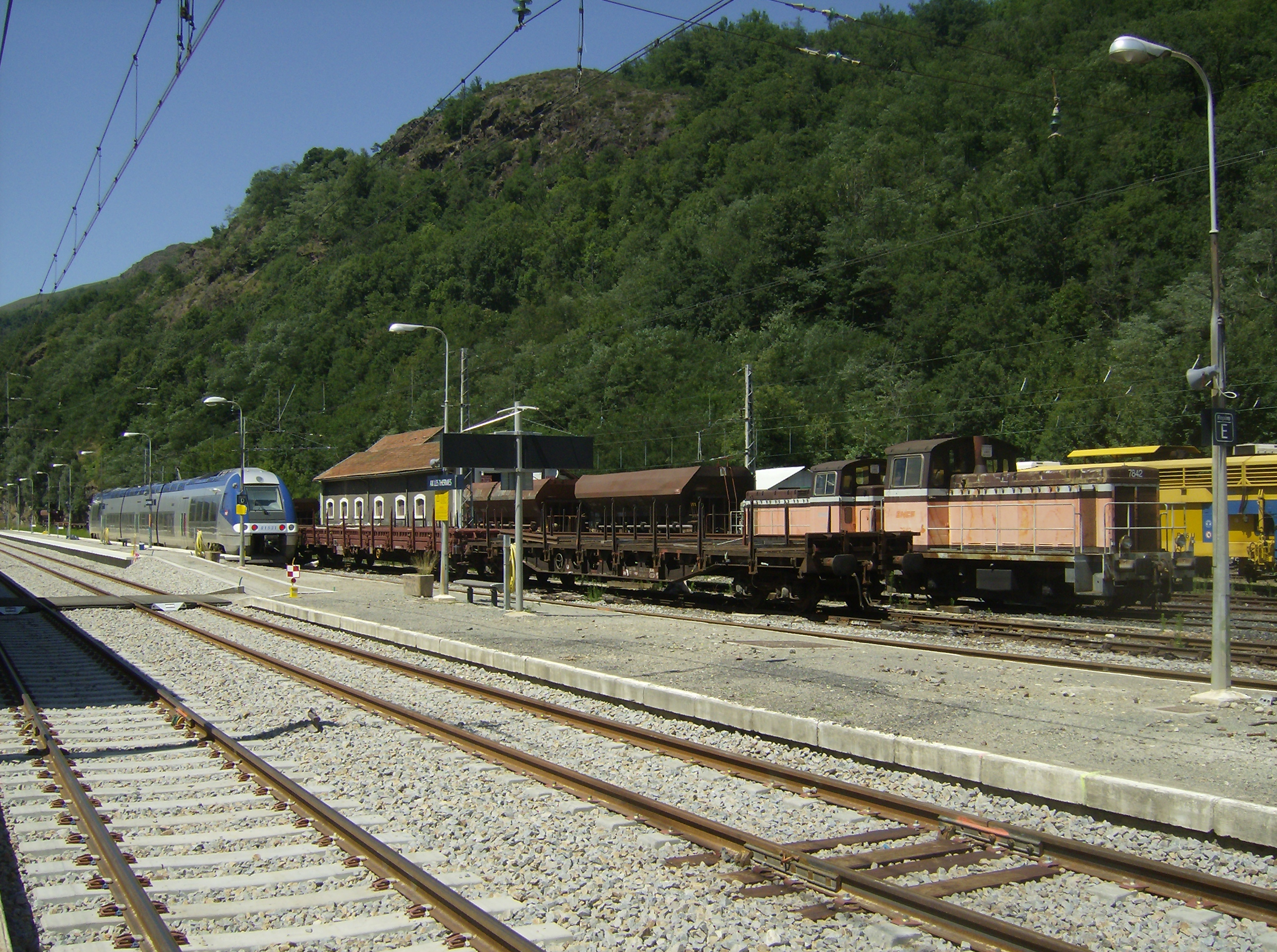
Intérieur de la gare en 2009.

Ax-les-Thermes est desservie quotidiennement par le train Intercités grande ligne qui circule entre les gares de Paris-Austerlitz et Latour-de-Carol - Enveitg. Elle est également une gare régionale desservie par des trains TER Occitanie qui effectuent des missions entre les gares de Toulouse-Matabiau et de Latour-de-Carol - Enveitg.

### Intermodalité
Un parc pour les vélos et un parking pour les véhicules sont aménagés.